# Tioumliline

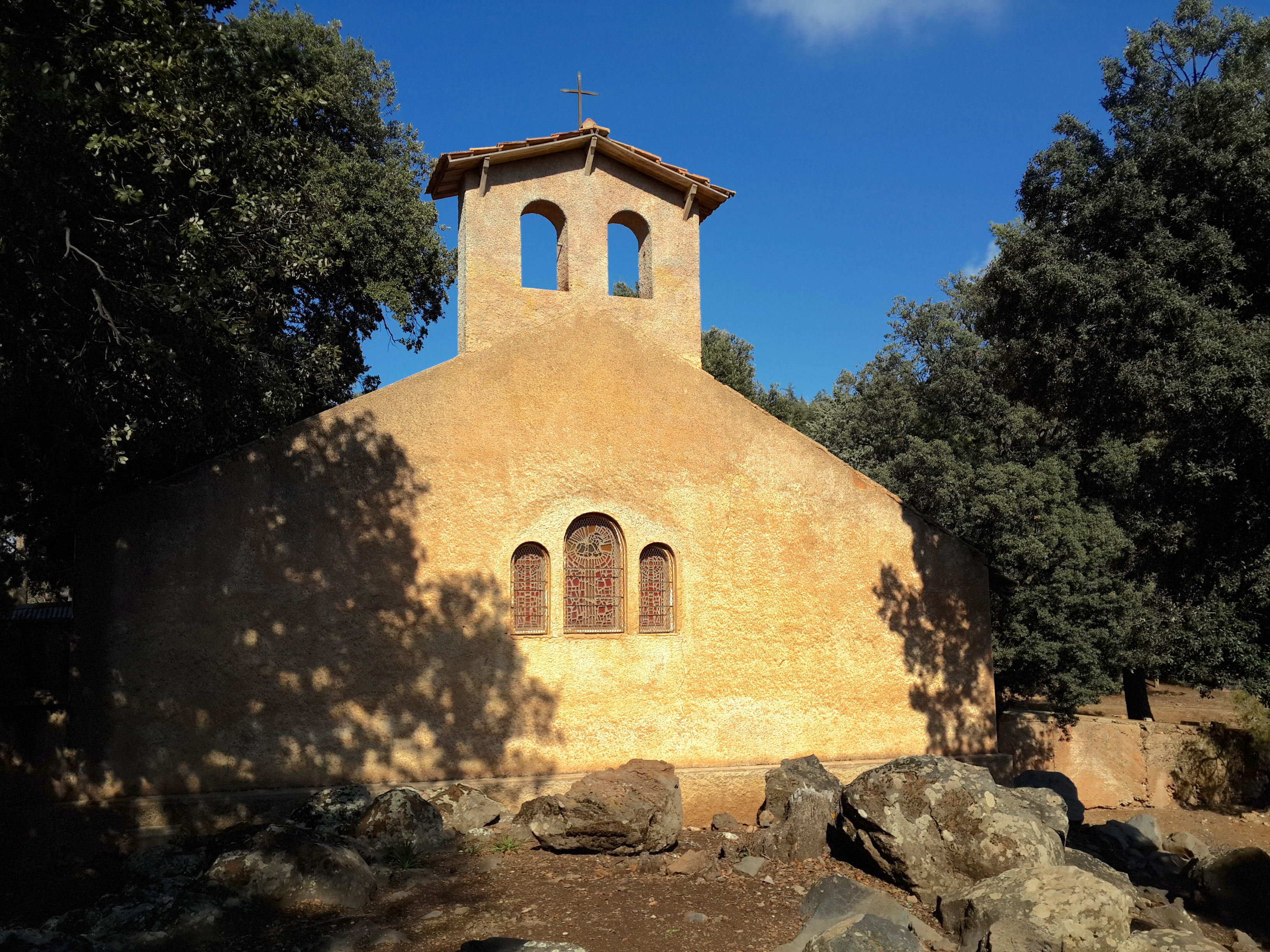
Kapelle

Tioumliline, auch Toumliline, war von 1952 bis 1968 ein Benediktinerkloster im Mittleren Atlas in der Nähe von Azrou, Marokko. Es wurde 1952 von Dom Denis Martin als Ableger der Benediktinerabtei En-Calcat gegründet.

## Beschreibung des Klosters
Tioumliline liegt im Mittleren Atlas auf einer Höhe von 1500 Metern, etwa 5 Kilometer südlich von Azrou. Das Kloster liegt inmitten eines von Eichen bestandenen Geländes. Im Hauptgebäude sind die Mönchszellen untergebracht, die Küchenräume und das Refektorium. Ein weiteres Gebäude beherbergt Schlafsäle, ein Pensionat und die Bibliothek. Außerdem gehört eine Kapelle zum Gebäudekomplex.

## Geschichte
Der Ursprung der Klostergründung geht zurück bis auf das Jahr 1945, als sich der französische Arbeitgeberpräsident von Casablanca, Jean Imberti, an Dom Marie de Floris, den Abt des Klosters d'En Calcat, wandte und ihn bat, eine Niederlassung in Marokko zu gründen. Aus verschiedenen Gründen – unter anderem, um nicht in Konkurrenz zu einem von marokkanischen Christen in Sefrou initiierten Projekt zu treten – zögerte die Abtei eine Entscheidung mehrere Jahre hinaus. Schließlich drängte der Erzbischof von Rabat, Monsignore Lefèvre, den Abt zu einem Treffen mit den religiösen Führern und Christen von Marokko. Im Oktober 1950 gab Dom Marie de Floris schließlich sein grundsätzliches Einverständnis und schickte im Januar 1951 zwei Benediktinermönche, die die Lage vor Ort erkunden sollten. Als Standort für das neue Kloster hatte das Erzbistum den Erwerb eines Kindergenesungsheimes mit zugehöriger Schule vorgeschlagen. Geleitet wurde dieses bischöfliche Anwesen von einem Diözesanpriester namens Père Gérard. Das Anwesen war jedoch mit sieben Millionen Francs verschuldet. Außerdem befanden sich die Gebäude in einem erbärmlichen Zustand.
In dieser Situation kam dem Kloster 1951 die Witwe eines reichen Geschäftsmannes aus Marseille zu Hilfe, die die ausstehenden Schulden beglich und weitere finanzielle Hilfen in Aussicht stellte. Die Abtei beschloss daraufhin die Einrichtung eines provisorischen Klosters in Tioumliline. Nach fast zweijährigen Verhandlungen und Planungen zogen am 7. Oktober 1952 20 Mönche unter der Führung von Dom Denis Martin in die baufälligen Gebäude ein.
In der stürmischen Zeit nach der Unabhängigkeit Marokkos war das Kloster ein wichtiger Treffpunkt marokkanischer Intellektueller und ein anerkanntes Zentrum der Begegnung von Christen, Muslimen und Juden. Auch der abstrakte Maler Jilali Gharbaoui, der 1957 das Kloster erstmals besuchte, fand hier Zuflucht.
Nach Protesten der muslimischen Bevölkerung von Azrou – man verdächtigte die Mönche des Proselytismus – musste Tioumliline 1968 auf Geheiß von König Hassan II. als Kloster aufgegeben werden. Es diente noch bis in die 1980er Jahre als Berufsbildungszentrum, wurde dann aber endgültig geschlossen.

## Ordensgründungen
Von Tioumliline aus wurden die Ordensklöster in Koubri (Burkina Faso) und Bouaké (Elfenbeinküste) gegründet.

## Internationale Sommerkurse
Von 1956 bis 1959 fanden in Tioumliline internationale Sommerkurse ("Cours Internationaux d'été de Tioumliline") statt, die durch die Teilnahme von Christen, Muslimen und Juden einen interkonfessionellen Gedankenaustausch darstellten. Das Kloster erfuhr in dieser Zeit die Unterstützung des Königs von Marokko, Mohammed V., der sich für eine geistige Öffnung des Landes einsetzte:

« Le Maroc nouveau n’entend nullement s’isoler et se refermer sur lui-même. Nous avons la ferme volonté de faire de ce pays une communauté ouverte entretenant des relations avec tous les pays sur la base de la coopération et de l’échange »

„Das neue Marokko hat nicht die Absicht, sich zu isolieren und sich einzuschließen. Wir haben den starken Wunsch, aus diesem Land eine offene Gemeinschaft zu machen, das Beziehungen mit allen Ländern auf der Basis von Zusammenarbeit und gegenseitigem Austausch pflegt.“

## Sonstiges

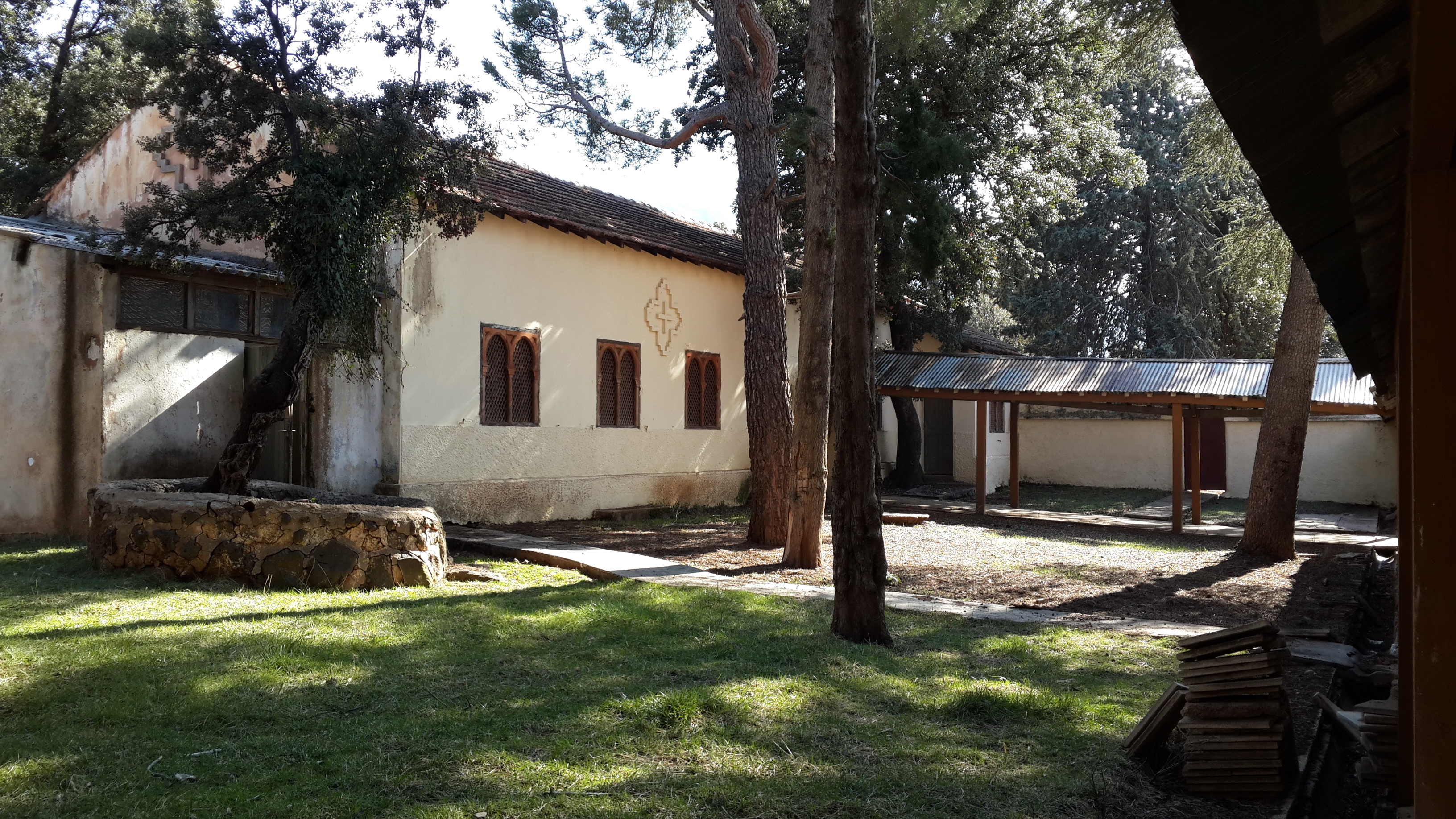

- Tioumliline wird in der Autobiographie "Gefangener Gottes" des ehemaligen Benediktinermönchs Michel Benoît erwähnt.[9]
- Das verlassene Kloster diente als Drehort für den 2010 veröffentlichten französischen Spielfilm Des hommes et des dieux, der unter dem Titel "Von Menschen und Göttern" in die deutschen Kinos kam.